# Masdevallia strobelii
Masdevallia strobelii är en orkidéart som beskrevs av Herman Royden Sweet och Leslie Andrew Garay. Masdevallia strobelii ingår i släktet Masdevallia och familjen orkidéer. Inga underarter finns listade i Catalogue of Life.

## Bildgalleri

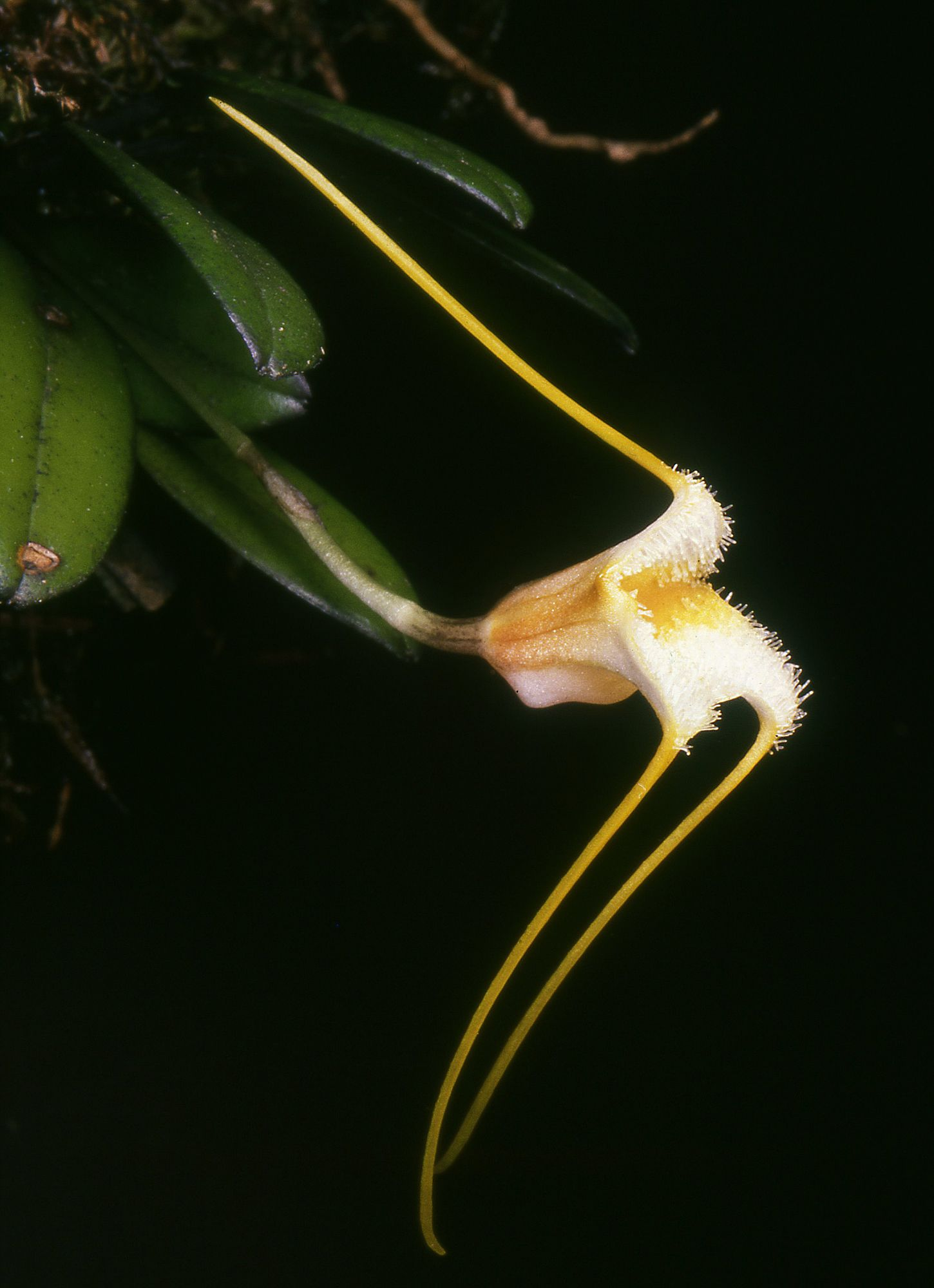